# Casa la Barceloneta
La Casa la Barceloneta és una obra barroca de Cervera (Segarra) inclosa a l'Inventari del Patrimoni Arquitectònic de Catalunya.

## Descripció
Casa construïda a base de totxo i pedra, arrebossada. La façana principal dona al c/ Santa Anna i té una porta quadrangular molt gran a la planta baixa i també un gran finestral a la mateixa. La primera planta presenta un gran balcó amb barana de forja i decoració floral al que s'obren tres portes. A la segona planta hi ha tres balcons amb barana de forja senzilla i a les golfes dues finestres el·líptiques. La façana lateral ocupa un dels costats de la plaça de Santa Anna. Als baixos s'aprecien encara els antics porxos d'arc carpanell que foren tapats. A la primera i segona planta hi ha nombroses finestres i balcons i a l'angle que formen les dues façanes hi ha una fornícula de grans dimensions i arc apuntat on hi ha la imatge de la Mare de Déu amb el Nen.